# Tramwaje w Göteborgu

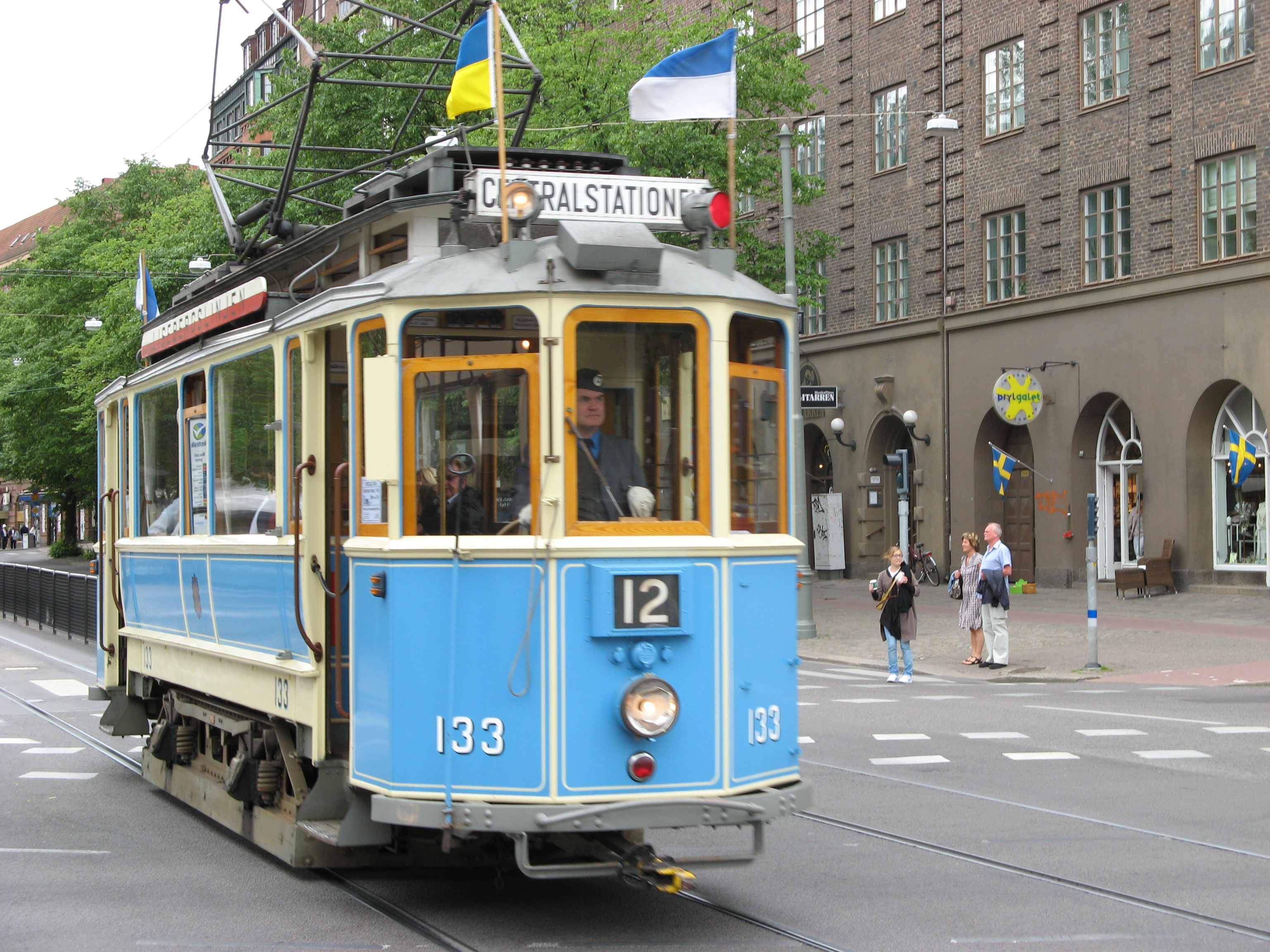
Zabytkowy tramwaj

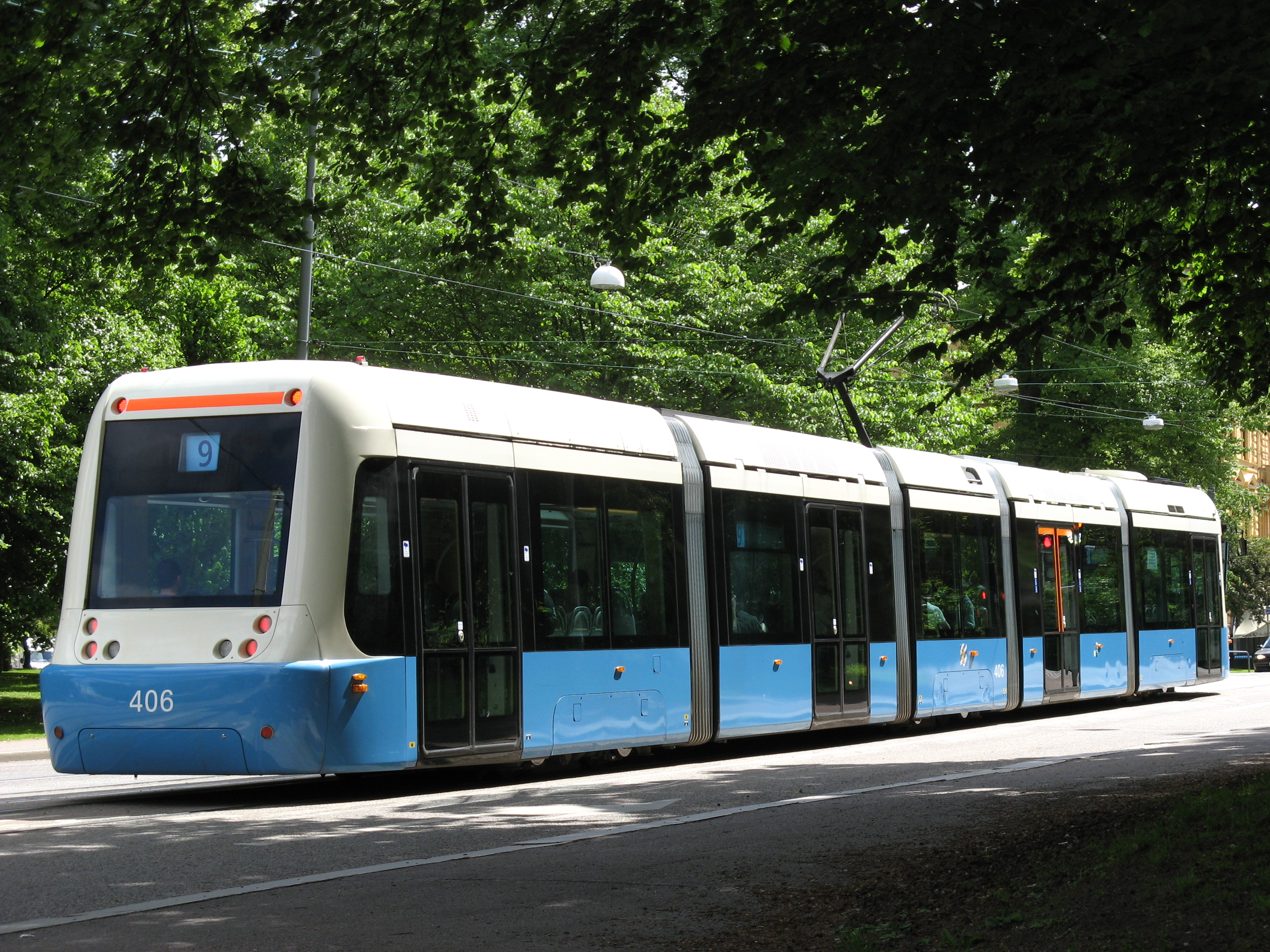
Tramwaj z serii M32

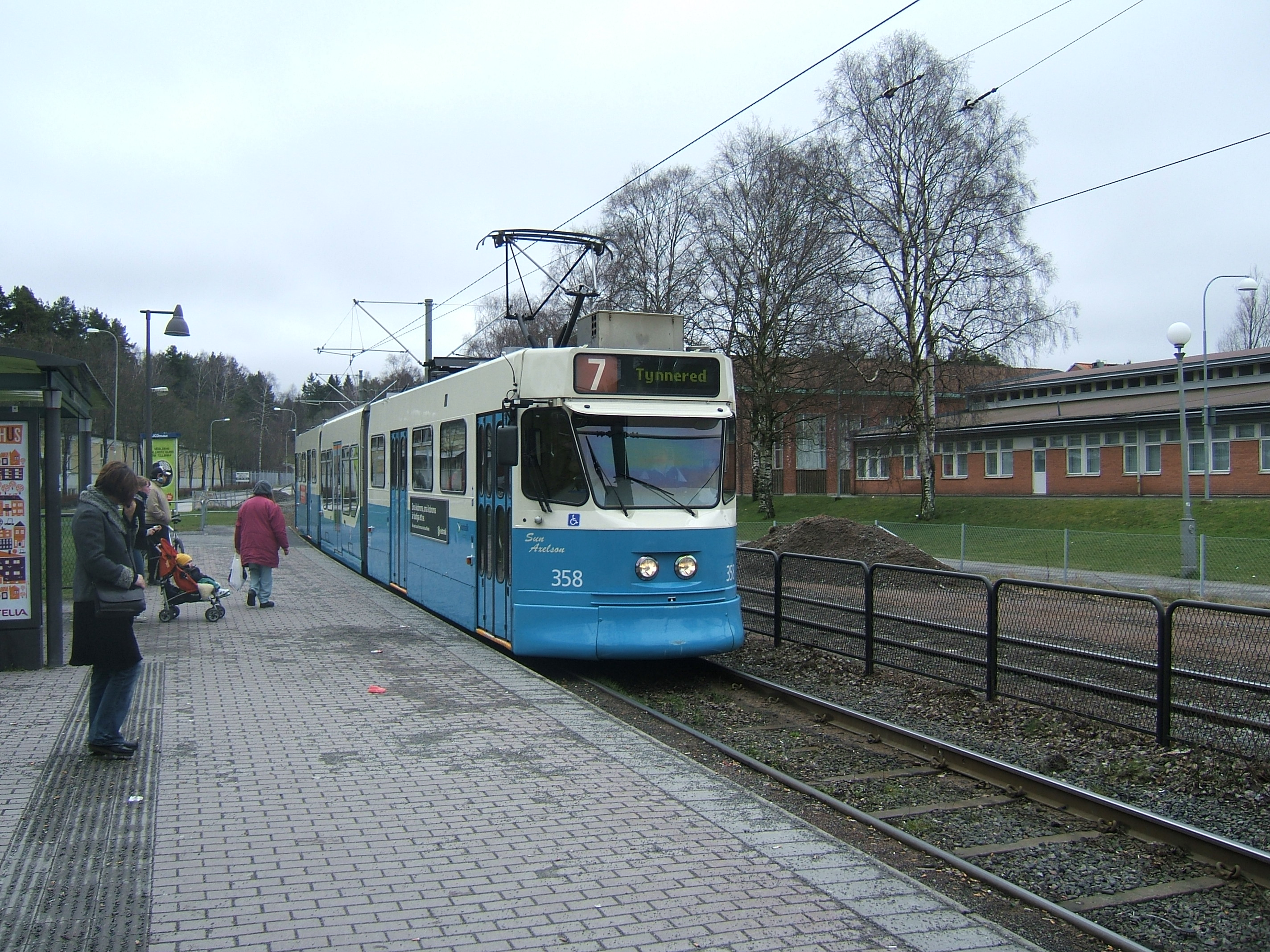
Tramwaj serii M31 na Kortedala Torg

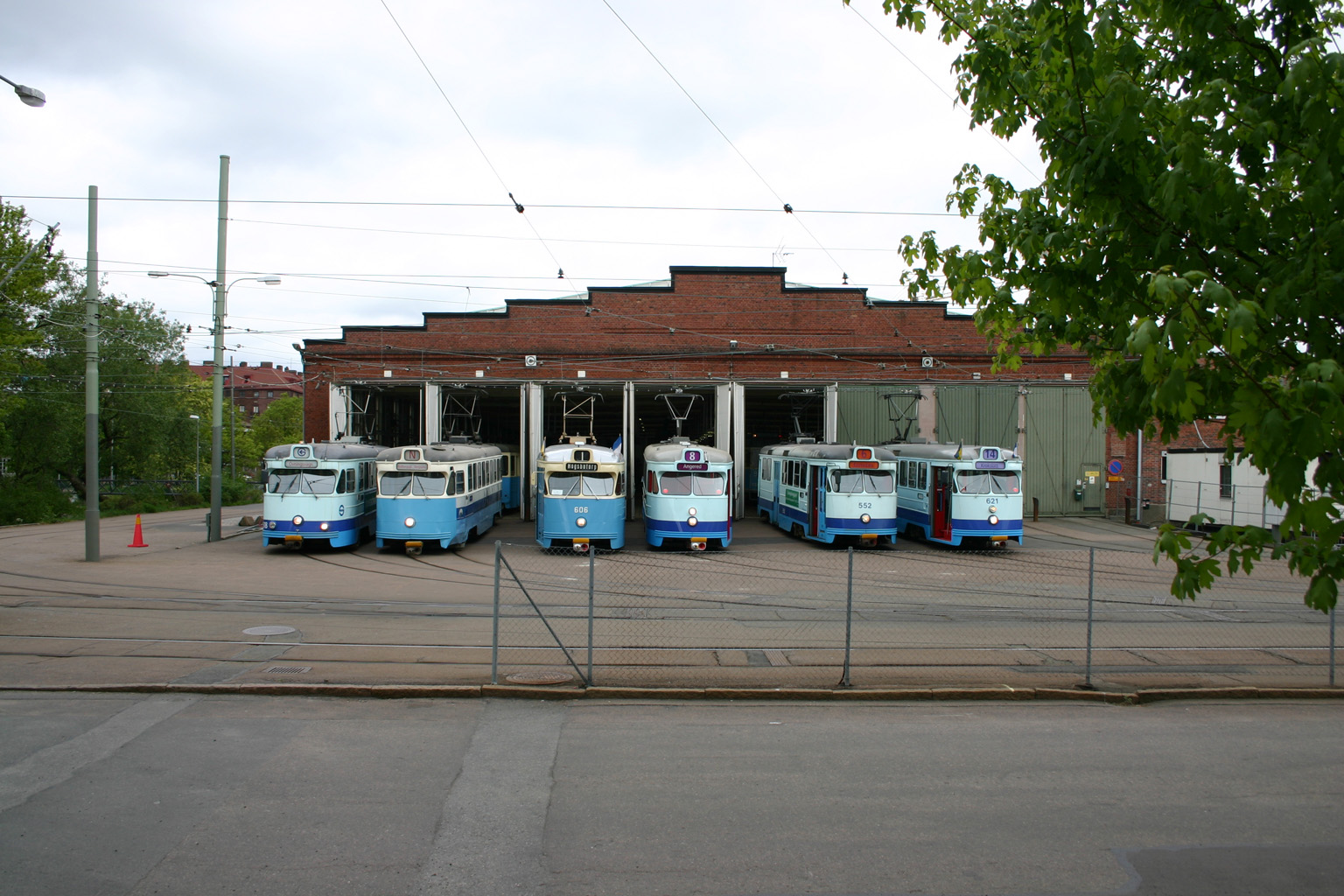
Tramwaje typu M25 w zajezdni Gårdahallen

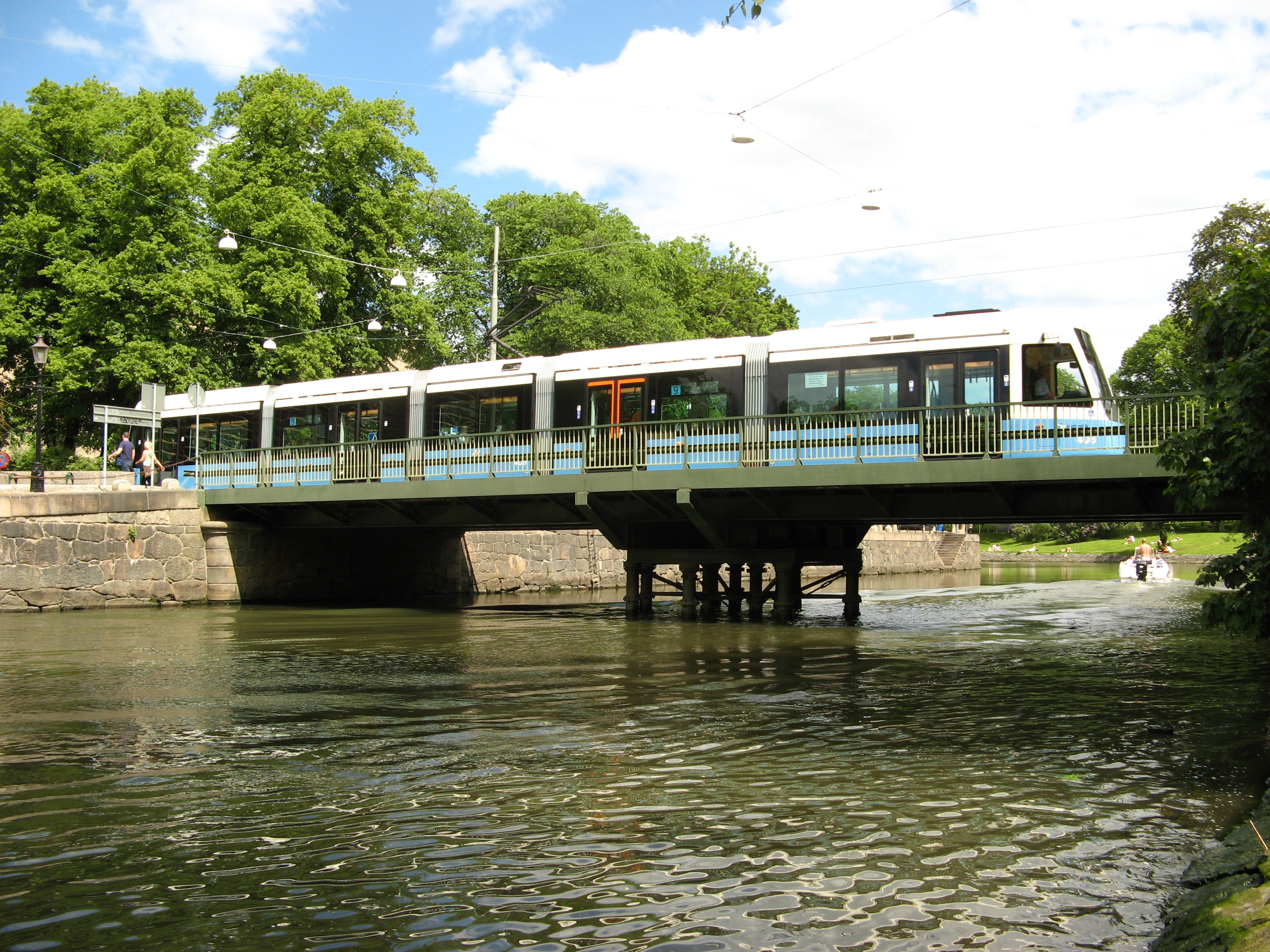
Tramwaj M32 o nr 406

Tramwaje w Göteborgu – system komunikacji tramwajowej działający w Göteborgu i zarządzany przez firmę Göteborgs Spårvägar AB należącą do Västtrafik.
Długość torów (ok. 190 km) czyni sieć tramwajową w Göteborgu największą w Skandynawii. Codziennie dostępnych jest 12 linii dziennych i 5 nocnych – około 200 tramwajów średnio w ciągu doby wykonuje razem 2000 kursów pokonując 30000 km. Pierwszy tramwaj został zakupiony przez miasto w 1900, a dwa lata później uruchomiono pierwszą zelektryfikowaną linię.

## Historia

### Tramwaje konne[1]
Pierwszą linię tramwaju konnego uruchomiono 25 września 1879 na trasie Brunnsparken - Stigbergsliden. 16 grudnia 1880 wydłużono linię od Brunnsparken do Drottningtorget. W 1881 otwarto cztery nowe odcinki tras:
- 1 maja do Lorensborg
- 15 maja do Korsvägen
- 5 czerwca do Getebergsäng
- 15 grudnia do Redbergslid

5 października 1882 otwarto trasę do Slottskogen. 18 sierpnia 1902 pierwszą linię tramwaju konnego na trasie Järntorget − Slottskogen. 28 października 1902 zastąpiono ostatnią linię tramwaju konnego linią tramwaju elektrycznego. Przy zastępowaniu tramwajów konnych elektrycznymi przebudowywano torowiska z rozstawu 1000 mm na 1435 mm.

### Tramwaje elektryczne[2]
Po uruchomieniu pierwszej linii 18 sierpnia 1902 oraz w wyniku dalszej rozbudowy systemu 28 października w mieście były cztery linie tramwaju elektrycznego oznaczane kolorami:
- niebieska: Majorna − Redbergslid
- biała: linia okólna
- zielona: Majorna − Valand
- czerwona: Redbergslid − Valand

11 listopada 1902 otwarto trasę do Berzeliigatan oraz 20 listopada otwarto linię do Getebergsäng. 1 stycznia 1904 uruchomiono linię żółtą na trasie Slottsskogen − Änggård. 29 października 1905 uruchomiono linię brązową do Kviberg. 1 lutego 1906 otwarto linię Gamlestadsbro − Slakthuset, którą już 14 maja zlikwidowano. W 1907 otwarto trzy nowe odcinki sieci:
- 14 sierpnia do Mölndalsbro
- 21 września do Hinsholmen
- 17 grudnia do Långedrag

5 kwietnia 1908 otwarto linię do Saltholmen. 1 listopada 1911 oddano do eksploatacji linię do Kapellplatsen. 15 listopada 1924 otwarto linię do Klintens Väg. 17 listopada 1925 oddano do eksploatacji linię do Härlanda. 26 października otwarto linię do Örgryte. W latach 30. XX w. otwarto kilka nowych linii:
- 22 stycznia 1931 do Holtermanska Sjukhuset
- 11 maja 1936 do Högsbogatan
- 7 października 1936 do Kålltorp
- 3 lutego 1937 do Landala
- 1 września 1938 przez Bangatan do Dahlströmsgatan
- 6 marca 1939 Dahlströmsgatan − Godhemsgatan

21 czerwca 1940 otwarto linię do Hjalmar Brantingsplatsen. 24 listopada 1941 otwarto linię Nils Ericsonsplatsen − Götaälvbrogrenen. 26 listopada 1942 otwarto linię od Änggården do Jubileumskliniken. Linię do Vågmästareplatsen otwarto 15 grudnia 1942. 26 czerwca 1944 otwarto linię do Lundby Egna Hem. 12 stycznia 1945 otwarto linię z Landala do Sahlgrenska. 17 września 1948 zlikwidowano linię Slottskogen − Sahlgrenska. 16 czerwca 1949 otwarto linię do Vidkärr. 26 kwietnia 1951 otwarto trasę Örgryte − Kålltorp. 13 czerwca 1953 wybudowano linię do Guldheden. W 1954 wydłużono linię do Torp. 1 sierpnia 1955 otwarto linię od Lundby do Bräcke. 25 stycznia 1956 zlikwidowano linię pomiędzy Kviberg i Bellevue. 20 maja 1957 otwarto linię od Bellevue do Kortedala. 15 czerwca 1959 otwarto linię do Biskopsgården. 9 kwietnia 1962 otwarto linię od Linnéplatsen do Frölundaborg. 12 czerwca 1962 otwarto linię Högsbogatan − Frölundaborg. Linię do Högsbotorp. W 1964 otwarto trzy nowe trasy tramwajowe:
- 16 marca do Frölunda Torg
- 7 grudnia do Länsmansgården
- 30 grudnia pomiędzy Redbergsplatsen − Storkgatan, linia ta zastąpiła linię w Riddaregatan

13 czerwca 1966 otwarto linię do Tynnered. Dwa lata później 4 listopada 1968 zlikwidowano linię do Bräcke. 27 stycznia 1969 otwarto linię Angeredsbanan do Alelyckan. 1 grudnia 1969 otwarto linię do Hjällbo. 6 kwietnia 1970 otwarto linię do Bergsjön. Trasę tramwajową do Storås otwarto 9 kwietnia 1972. 2 października 1978 otwarto linię do Angered. 18 czerwca 1979 wydłużono linię Angeredsbanan do Drottningtorget. 3 października 1982 oddano do eksploatacji linię do końcówki Östra Sjukhuset.

## Zajezdnie
W całej historii tramwajów w Göteborgu działało 13 zajezdni:
| Zajezdnia                              | Data otwarcia | Data zamknięcia | Uwagi  |
| -------------------------------------- | ------------- | --------------- | ------ |
| Barlastkajen                           | 1879          | 1882            |        |
| Eternithallen                          | ?             | 2005            |        |
| Gamla Hästspårvägsstallet              | 1882          | 1891            |        |
| Gårdahallen                            | 1930          | czynna          | muzeum |
| Järntorget                             | 1902          | ?               |        |
| Kungsladugårdshallen (Majorna)         | 1923          | czynna          |        |
| Mölndalsbro                            | 1908          | 1933            |        |
| Nya Hästspårvägsstallet                | 1891          | 1902            |        |
| Odinsplatsen                           | 1969          | 198?            |        |
| Rantorget                              | 1985          | czynna          |        |
| Saltholmen                             | 1915          | 1929            |        |
| Stampgatan (Stampen)                   | 1902          | 1986            |        |
| Vagnhallen Majorna/Bussgaraget klippan | 1902          | 1963            |        |

## Tabor

### Tabor liniowy
- M28, ASJL 1965–67, numery boczne: 701-711, 713-763, 766, 767
- M29, Hägglund 1969–72, numery boczne: 801-838, 840-857, 859, 860
- M31 (poprzednio M21 ASEA 1984–92, poddane przebudowie), ASEA/MGB 1998-2003, numery boczne: 300-379
- M32, Sirio, AnsaldoBreda 2005–2009, numery boczne: 401-440[4]

### Tabor techniczny
- SM83, 1953, numer boczny 143, wagon pomiarowy, sprowadzony w 2003 roku z Oslo[5]
- Tatra T7B5, 1988, numer boczny 100, sprowadzony z Oslo w roku 1998[6]
- GS S26, 1995, numer boczny 27[7]

## Linie
| Linia | Trasa                                 | Długość  | Liczba przystanków |
| ----- | ------------------------------------- | -------- | ------------------ |
| 1     | Tynnered – Östra Sjukhuset            | 15,59 km | 33                 |
| 2     | Högsbotorp – Krokslätt                | 10,10 km | 22                 |
| 3     | Marklandsgatan – Kålltorp             | 12,68 km | 30                 |
| 4     | Mölndal – Angered                     | 19,26 km | 21                 |
| 5     | Torp – Länsmansgården                 | 13,78 km | 29                 |
| 6     | Länsmansgården – Kortedala            | 24,55 km | 46                 |
| 7     | Tynnered – Bergsjön                   | 21,05 km | 35                 |
| 8     | Frölunda – Angered                    | 21,31 km | 25                 |
| 9     | Kungssten – Angered                   | 18,98 km | 21                 |
| 10    | Guldheden – Eketrägatan/Biskopsgården | 8,79 km  | 17/23              |
| 11    | Saltholmen – Bergsjön                 | 21,83 km | 38                 |
| 13    | Marklandsgatan – Centralstationen     | 7,24 km  | 10                 |